# Pliocaloca dasodes
Pliocaloca dasodes är en nattsländeart som beskrevs av Arturs Neboiss 1984. Pliocaloca dasodes ingår i släktet Pliocaloca och familjen Calocidae. Inga underarter finns listade i Catalogue of Life.